# Мурхед, Агнес
А́гнес Му́рхед (англ. Agnes Moorehead, 6 декабря 1900 — 30 апреля 1974) — американская актриса, номинировавшаяся на «Оскар» четыре раза и ставшая обладательницей двух премий «Золотой глобус» и премии «Эмми».

## Ранние годы
Агнес Робертсон Мурхед (англ. Agnes Robertson Moorehead) родилась в городе Вустер, штат Массачусетс, 6 декабря 1900 года в семье пресвитеранского священника Джона Хендерсона Мурхеда и его жены, певицы Милдред МакКоли. Её первое выступление перед публикой состоялось в трёхлетнем возрасте в церкви её отца, где она прочла молитву «Отче наш». Позже её семья переехала в Сент-Луис, штат Миссури, где прошло её детство. В Сент-Луисе Агнес Мурхед выступала в городском оперном хоре, где у неё появилось прозвище «Муни».
В 1918 году она окончила среднюю школу, и хотя её отец не противился желанию дочери стать актрисой, он всё же настоял на том, чтобы она получила высшее образование. Мурхед поступила в колледж Мускингум в городе Нью-Конкорд в штате Огайо, который окончила в 1923 году со степенью бакалавра в биологии. Обучаясь в колледже, она впервые стала выступать на сцене в труппе студенческого театра. Затем Агнес Мурхед обучалась в аспирантуре Американской академии драматического искусства, который окончила в 1929 году.

## Карьера
Ранняя карьера Агнес Мурхед была не очень удачной — она долгое время не могла найти работу, и только с большим трудом устроилась ведущей на радио. Вскоре она познакомилась с актрисой Хелен Хейс, которая безуспешно попыталась протолкнуть её в кино, но в итоге Мурхед пришлось продолжить работу на радио. В 1937 году Агнес Мурхед вступила в театральную труппу Орсона Уэллса. Спустя два года Уэллс подписал контракт со студией RKO и перевёл своих актёров в Голливуд для съёмок в кино. Там и состоялся дебют Агнес Мурхед на большом экране в драме Уэллса «Гражданин Кейн» (1941), где она сыграла его мать.
Спустя год на экраны вышел второй фильм с участием актрисы — «Великолепие Амберсонов», за роль в котором она была награждена премией нью-йоркских критиков, а также номинирована на «Оскар», за лучшую женскую роль второго плана. Далее последовали роли в таких фильмах, как «Путешествие в страх» (1943), «Мисс Паркингтон» (1944), которая принесла ей вторую номинацию на «Оскар», «С тех пор как вы ушли» (1944), «Джонни Белинда» (1948), её третья номинация на премию Американской киноакадемии, и «Плавучий театр» (1951).
В течение 1940-х и 1950-х годов Агнес Мурхед была одной из самых востребованных актрис на радио, в театре и в кино. В 1951—1952 годах у неё была роль в бродвейской постановке «Дон Жуан в Аду», а с 1962 по 1963 год она играла в пьесе «Лорд Пенго». В 1961 году Мурхед так же снялась в одном из эпизодов «Сумеречной зоны» «Захватчики» (1961), где исполнила роль отчаянно защищающейся жертвы контакта без единого слова. Позднее она так же снималась в другом проекте Рода Серлинга «Ночная Галерея» в эпизоде «Некоторые тени на стене», где играла фактически только мимикой и собственной тенью.
В 1964 году актриса стала исполнительницей роли колдуньи Эндоры, матери главной героини, в телесериале «Моя жена меня приворожила». Эта роль принесла Агнес Мурхед большую популярность, и она не расставалась с ней до окончания показа в 1972 году. За всю свою карьеру на телевидении она шесть раз номинировалась на «Эмми», но только раз стала её обладательницей за роль в драматическом сериале «Дикий, дикий запад». Четвёртый и последний раз актриса выдвигалась на «Оскар» в 1964 году за роль Велмы Кратер в фильме «Тише, тише, милая Шарлотта». Премию киноакадемии она не получила, но зато удостоилась другой награды — «Золотого глобуса».

## Личная жизнь
В 1930 году Агнес Мурхед вышла замуж за актёра Джона Гриффита Ли. Вместе с ним она в 1949 году усыновила сироту, которого назвали Шон, и который повзрослев убежал из дома. В 1954 году, спустя два года после развода, Мурхед вышла замуж за актёра Роберта Гиста, брак с которым продлился 4 года. Несмотря на её замужества, после её смерти был очень распространён слух о том, что актриса была лесбиянкой.
Последние годы жизни Агнес Мурхед боролась с раком матки. Когда её состояние окончательно ухудшилось, она была переведена в методистскую клинику города Рочестер, штат Миннесота, где и умерла 30 апреля 1974 года. Актриса была похоронена в Дейтоне в Огайо. В 1994 году она была удостоена звезды на Аллее славы в Сент-Луисе.

## Избранная фильмография
| Год       |    | Русское название            | Оригинальное название      | Роль               |
| --------- | -- | --------------------------- | -------------------------- | ------------------ |
| 1941      | ф  | Гражданин Кейн              | Citizen Kane               | Мэри Кейн          |
| 1942      | ф  | Великолепные Эмберсоны      | The Magnificent Ambersons  | Фанни Майнафер     |
| 1943      | ф  | Путешествие в страх         | Journey into Fear          | миссис Мэтьюс      |
| 1943      | ф  | Джейн Эйр                   | Jane Eyre                  | миссис Рид         |
| 1944      | ф  | С тех пор как вы ушли       | Since You Went Away        | Эмили Хоукинс      |
| 1944      | ф  | Мисс Паркингтон             | Mrs. Parkington            | Аспасия Конти      |
| 1947      | ф  | Чёрная полоса               | Dark Passage               | Медж Ралф          |
| 1947      | ф  | Потерянное мгновение        | The Lost Moment            | Джулиана Бордеро   |
| 1948      | ф  | Джонни Белинда              | Johnny Belinda             | Эгги Макдональд    |
| 1950      | ф  | В клетке                    | Caged                      | Рут Бентон         |
| 1951      | ф  | Четырнадцать часов          | Fourteen Hours             | Кристин Хилл Козик |
| 1955      | ф  | Всё, что дозволено небесами | All That Heaven Allows     | Сара Уоррен        |
| 1955      | ф  | Левая рука Бога             | The Left Hand of God       | Берил Сигман       |
| 1956      | ф  | Завоеватель                 | The Conqueror              | Оэлун              |
| 1956      | ф  | Противоположный пол         | The Opposite Sex           | графиня де Брийон  |
| 1961      | с  | Сумеречная зона             | The Twilight Zone          | женщина            |
| 1962      | ф  | Как был завоёван Запад      | How The West Was Won       | Ребекка Прескотт   |
| 1964      | ф  | Тише, тише, милая Шарлотта  | Hush… Hush Sweet Charlotte | Велма              |
| 1964—1972 | с  | Моя жена меня приворожила   | Bewitched                  | Эндора             |
| 1967      | с  | Дикий дикий запад           | The Wild Wild West         | Эмма Валентайн     |
| 1972      | с  | Доктор Маркус Уэлби         | Marcus Welby, M.D.         | миссис Рамси       |
| 1973      | мф | Паутина Шарлотты            | Charlotte’s Web            | Гусь               |

## Награды и номинации
| Награда        | Год  | Категория                                                     | Название работы            | Результат |
| -------------- | ---- | ------------------------------------------------------------- | -------------------------- | --------- |
| Оскар          | 1943 | Лучшая женская роль второго плана                             | Великолепные Эмберсоны     | Номинация |
| Оскар          | 1945 | Лучшая женская роль второго плана                             | Мисс Паркингтон            | Номинация |
| Оскар          | 1949 | Лучшая женская роль второго плана                             | Джонни Белинда             | Номинация |
| Оскар          | 1965 | Лучшая женская роль второго плана                             | Тише, тише, милая Шарлотта | Номинация |
| Золотой глобус | 1945 | Лучшая женская роль второго плана в кинофильме                | Мисс Паркингтон            | Победа    |
| Золотой глобус | 1965 | Лучшая женская роль второго плана в кинофильме                | Тише, тише, милая Шарлотта | Победа    |
| Эмми           | 1966 | Лучшая женская роль второго плана в комедийном телесериале    | Моя жена меня приворожила  | Номинация |
| Эмми           | 1967 | Лучшая женская роль в комедийном телесериале                  | Моя жена меня приворожила  | Номинация |
| Эмми           | 1967 | Лучшая женская роль второго плана в драматическом телесериале | Дикий дикий запад          | Победа    |
| Эмми           | 1968 | Лучшая женская роль второго плана в комедийном телесериале    | Моя жена меня приворожила  | Номинация |
| Эмми           | 1969 | Лучшая женская роль второго плана в комедийном телесериале    | Моя жена меня приворожила  | Номинация |
| Эмми           | 1970 | Лучшая женская роль второго плана в комедийном телесериале    | Моя жена меня приворожила  | Номинация |
| Эмми           | 1971 | Лучшая женская роль второго плана в комедийном телесериале    | Моя жена меня приворожила  | Номинация |